# Petra Rudolf (Moderatorin)
Petra Rudolf (* 22. März 1967 in Bruck an der Mur, Steiermark) ist eine österreichische Fernsehmoderatorin, Sängerin, Rezitatorin sowie Voice & Media Coach.

## Leben
Petra Rudolf ist Kunsthistorikerin und hat zudem Italienisch und Philosophie studiert. Sie absolvierte eine private Gesangs- und eine Journalistenausbildung in Wien. Seit 1994 arbeitet sie beim ORF als Redakteurin, Moderatorin und Coach für Stimme und Sprache im elektronischen Medium. Seit dem Jahr 2000 präsentiert Petra Rudolf die Nachrichtensendung Steiermark heute. Darüber hinaus ist sie als Moderatorin v. a. in den Bereichen Wirtschaft, Wissenschaft und Kultur tätig.
Sie coacht Menschen, die ihre stimmliche Performance und ihre Medienpräsenz verbessern möchten.
Als Sängerin (Mezzosopran) im renommierten Arnold Schoenberg Chor Wien (Leitung: Erwin Ortner) ist Petra Rudolf in Konzert- und Opernprojekten auch international tätig und hat mit namhaften Dirigentinnen und Dirigenten wie Oksana Lyniv, Sir Simon Rattle oder Nikolaus Harnoncourt zusammengearbeitet.